# Parade (musikal)
Parade är en musikal med manus av Alfred Uhry och musik av kompositören och librettisten Jason Robert Brown. Den hade premiär på Broadway 1998 och vann två Tony Awards för bästa manus och bästa musik och därtill sex Drama Desk Awards.

## Bakgrund

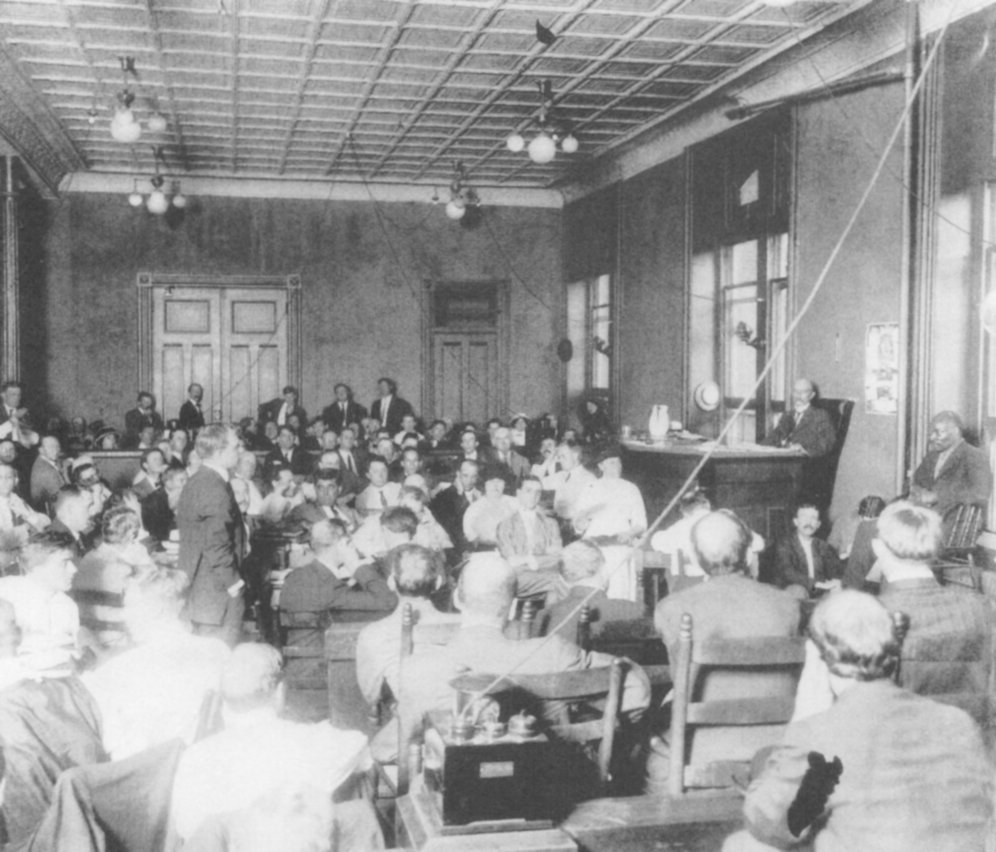
Rättegångens första dag. Åskådarna var uppdelade efter etnisk härkomst. Stenografen ses bredvid Newt Lee som förhörs av åklagare Hugh Dorsey.

Musikalen kretsar kring en rättegång 1913 mot den judiska fabrikschefen Leo Frank som stod anklagad för att ha våldtagit och mördat den trettonåriga arbetaren Mary Phagan. Rättegången, som fick stor uppmärksamhet i dåtidens medier, skapade en våg av antisemitism i Atlanta och staten Georgia. Efter att Georgias avgående guvernör granskat rättegångsmaterialet omvandlade han Franks dödsdom till livstids fängelse. Frank blev sedermera skickad till en anstalt i Milledgeville, Georgia, där en lynchmob lyckades övermanna fängelsepersonalen och kidnappa honom. Mobben tvingade med Leo Frank till mordoffret Mary Phagas hemby, Marietta, där de hängde honom i en ek. I efterdyningarna av lynchningen återuppväckte somliga av Leos bödlar Klu Klux Klan.

## Musikalens historia
Producenten Harold Prince vände sig till Brown efter att Stephen Sondheim tackat nej. Det var Prince dotter Daisy som förde Brown på tal. Uhry, som växt upp i Atlanta, hade personlig kännedom om fallet Frank då han var släkt med den dåvarande ägaren till fabriken som Frank var förman i. 
När de dramatiserade berättelsen önskade Prince och Uhry utveckla relationen mellan Leo och hans fru Lucille.  Deras relation går från frostbiten till förtrogen i sånger som "Leo at Work/What am I Waiting For", "You Don't Know This Man", "Do it Alone" och "All the Wasted Time". Relationen mellan två makar som till slut hittar fram till varandra, omständigheterna till trots, är verkets kärna. Den gör det tragiska slutet, justitiemordet och lynchningen av Leo Frank, än mer dramatisk.
Musikalen var Browns första produktion på Broadway. Enligt kritikern Charles Isherwood har hans musik "subtila och tilltalande melodier som låter sig influeras av pop-rock, folkmusik, blues och gospel".
Musikalen dramatiserar den verkliga historien och lyfter fram misstankarna att den mer sannolika mördaren var fabrikens städare Jim Conley som var åtalets huvudvittne i rättegången mot Frank. Bovarna i dramat porträtteras som åklagaren Hugh M. Dorsey (som senare blev Georgias guvernör) och den högerkristne tidningsredaktören Thomas E. Watson (sedermera amerikansk senator).

## Handling

### Akt I
Berättelsen börjar i Marietta, Georgia, under amerikanska inbördeskriget. Till ljudet av militärtrummor träder en ung federationssoldat fram. Han tar farväl av sin trolovade när han drar ut för att strida för sin hemstat (Old Red Hills of Home). Åren går och strax är året 1913. Den unga soldaten är nu en gammal enbent krigsveteran som förbereder sig för den årliga paraden på inbördeskrigets minnesdag. Leo Frank, en jude från New York, står avsides och betraktar paraden (The Dream of Atlanta). Han vantrivs i staden han arbetar och bor i och finner förklaringen i sin tro och högre utbildning (How Can I Call This Home). Hans relation med sin fru, Lucille, är allt annat en förtrolig och han väljer att hellre arbeta på helgdagen än att tillbringa dagen med henne. Under tiden gör den unge  och förälskade Frankie Epps sitt yttersta för att få tonåringen Mary Phagan på fall. Frankie vill att hon ska gå på bio med honom men Mary retas lekfullt med honom och insisterar på att hon säkert inte skulle få lov för sin mamma (The Picture Show). Mary beger sig för att hämta sin lön från fabrikens förman, Leo Frank.
Medan Frank arbetar beklagar Lucille sig över deras äktenskap. Hon är övertygad att Leo inte uppskattar någon annan än sig själv och sitt eget sällskap. Hon reflekterar över sitt liv och undrar om Leo verkligen var rätt man för henne (Leo at Work/What Am I Waiting For). Mary Phagan anländer till Leos kontor och hämtar sin lön. Handlingen avbryts abrupt och vi lämnas ovetande om hur scenen mellan Leo och Mary slutar.   
Samma natt knackar inspektör Starns och konstapel Ivey på Franks dörr. Utan att ge honom skäl till varför kräver de att han ska följa med dem till fabriken. Där anländer de till källaren, fyndplatsen för Mary Phagans våldtagna och livlösa kropp. Polisen misstänker först den svarte nattvakten Newt Lee (Interrogation). Under förhöret håller han fast vid sin oskuld men råkar oavsiktligt rikta misstankarna mot Leo som inte svarat i telefonen när Lee ringt för att rapportera händelsen. Leo grips och Mrs. Phagan, Marys mor tar emot dödsbeskedet.
På andra sidan stan rumlar journalisten Britt Craig, något överförfriskad ut från en krog. Han beklagar sig över tristessen och nyhetstorkan i Atlanta (Big News). Strax får han nys om mordet och beger sig till guvernör Slatons presskonferens. Där presenteras åklagaren Hugh Dorsey som lovar att göra sitt yttersta för att få fast Marys mördare.
Craig bevakar Marys begravning och tar tillfället i akt att intervjua den upprivne Frankie Epps. Inför den skakade församlingen svär han högtidligt att inte vila förrän den som mördade Mary plågas av helvetets eldar (There is a Fountain/It Don't Make Sense). Sist kvar när den lilla kistan jordfästs är den högerextreme tidningsredaktören Tom Watson som fått upp ögonen för fallet (Tom Watson's Lullaby).
Åklagare Dorsey förhör Newt Lee ånyo varefter han beslutar sig för att släppa honom fri. Att "hänga ytterligare en 'nigger' räcker inte den här gången", resonerar han. Han riktar uppmärksamheten mot juden Leo Frank och skickar iväg Starns och Ivey för att hitta ögonvittnen (Something Ain't Right). Craig jublar över att äntligen få chansen att bevaka en "riktig" nyhet och startar drevet mot Leo Frank (Real Big News).
Leo träffar sin advokat Rosser som förklarar att han nu står åtalad för mordet på Mary Phagan. Samtidigt lovar Dorsey fabrikens städare och före detta straffången Jim Conley immunitet från en rymning mot att han vittnar mot Frank. Lucille, som jagas av reportrar, kollapsar och skäller ut Craig när han försöker få en kommentar till åtalet (You Don't Know This Man). Hon förklarar för sin man att hon inte mäktar med att närvara vid rättegången men han bönfaller henne att ändå komma för att han inte ska framstå som skyldig i hennes ögon.
Rättegången mot Leo Frank inleds, ledd av domare Roan. En hysterisk mod samlas utanför rättssalen där Tom Watson hetsar (Hammer of Justice) och Hugh Dorsey påbörjar åtalet (Twenty Miles from Marietta). Åtalet bygger på en serie vittnen, varav de flesta coachats av Dorsey på förhand. Frankie Epps vittnar falskt om att Mary sagt att Frank "tittat konstigt" på henne, något som strax återupprepas av hennes jämnåriga kollegor (The Factory Girls). De falska vittnesmålen blir till en fantasiscen där Frank förvandlas till en hal kvinnotjusare (Come Up to My Office). Även Phagans mor hörs (My Child Will Forgive me) och Franks hembiträde Minnie McKnight innan åtalets huvudvittne, Jim Conley, tar plats i vittnesbåset. Han vittnar utförligt om hur han både bevittnat och mordet och tvingats assistera Leo i att gömma kroppen (That's What He Said).
Leo är desperat. Hans advokat insisterar på att han inte ska vittna mot sig själv men Leo frambringar en förtvivlad bön om att bli trodd (It's Hard to Speak My Heart). Bönen möts av döva öron. Han finns skyldig och döms till döden genom hängning. Rättegångsbesökarna jublar över domslutet och utbrister i en cakewalk (Summation and Cakewalk).  

### Akt II
Leo försöker överklaga domen. Rättegången har fått stor uppmärksamhet i nordstatspressen som fördömer hur rättegången hölls. Atlantas svarta invånare undrar om reaktionerna hade varit lika stora om den åtalade hade varit svart (A Rumblin' and a Rollin'). Lucille försöker hjälpa Leo med att överklaga men blir utskälld av honom efter att ha pratat med reportern Craig (Do it Alone). Strax efter beger hon sig till guvernör Slaton som håller fest (Pretty Music) och försöker få stöd för Leos sak. Hon anklagar honom för att antingen vara "en ynkrygg eller en dåre" om han accepterar domen. Under tiden försäkrar Tom Watson åklagare Dorsey att han har hans stöd om Dorsey vill bli guvernör.
Dorsey och domare Roan sitter och fiskar och diskuterar det politiska klimatet och det stundande valet (The Glory).
Guvernören beslutar att öppna fallet på nytt. Leo och Lucille är överlyckliga (This is Not Over Yet). Slaton besöker fabriksflickorna som erkänner att de överdrivit, och Minnie som hävdar att Dorsey skrämt henne till att vittna. Slaton besöker också Jim Conley, fabrikens städare, som avtjänar straff för att ha bistått i mordet, men som vägrar att ändra sitt vittnesmål, de logiska kullerbyttorna i det till trots (Blues: Feel the Rain Fall).
Slutligen beslutar guvernör Slaton sig för att omvandla Franks dom till livstid i fängelse, ett beslut han inser innebär politiskt självmord och slutet på sin karriär. Invånarna i Marietta, ledda av Dorsey och Watson, förfasas (Where Will You Stand When the Flood Comes). Leo inser sin djupa kärlek och hur han underskattat sin fru (All the Wasted Time). Efter att Lucille avslutat besöket på anstalten bryter sig en mobb bestående av Frankie Epps, Ivey, Starnes och den gamla krigsveteranen in på fängelset och kidnappar Frank. Hans sista önskan blir att de ska ge hans vigselring till Lucille. Han ber en bön (Sh'ma) och med orden "Det här är för dig Mary" sparkar Frankie Epps undan stolen Leo står på och han stryps till döds.
En tid senare står en ångerfull Britt Craig vid Lucilles dörr. Han knackar på och ber om att få överräcka vigselringen som getts till honom. Han överraskas av att höra att hon inte har några planer på att flytta. Under samtalet får man återse mötet mellan Leo Frank och Mary Phagan. Scenen avbryts inte denna gången utan vi ser hur hon önskar honom en trevlig helg och lämnar kontoret. När Lucille är ensam sörjer hon Leo men finner tröst i att han äntligen är fri. I bakgrunden firar invånarna i Georgia Inbördeskrigets minnesdag och Frankie Epps återupprepar den unga soldatens hymn till "vår röda mark, vårt hem" (Old Red Hills of Home/Finale).

## Sånger
| Akt I - Prologue: "The Old Red Hills of Home" – Ung soldat, Gammal soldat, Ensemble - Anthem: "The Dream of Atlanta" – Ensemble - "How Can I Call This Home?" – Leo Frank och Ensemble - "The Picture Show" – Mary Phagan och Frankie Epps - "Leo At Work" / "What Am I Waiting For?" – Leo Frank och Lucille Frank - "Interrogation: "I Am Trying to Remember..." – Newt Lee, Leo Frank, Inspektör Starnes, Konstapel Ivey och Mrs. Phagan - "Big News!"[] – Britt Craig - Funeral: "There is a Fountain" / "It Don't Make Sense" – Frankie Epps, Britt Craig, Iola Stover, Essie, Monteen och ensemble - "Watson's Lullaby" – Tom Watson - "Somethin' Ain't Right" – Hugh Dorsey, Inspektör Starnes och Konstapel Ivey - "Real Big News" – Britt Craig och ensemble - "You Don't Know This Man" – Lucille Frank - The Trial (Finale Act I):[]* Pt. II: "Twenty Miles From Marietta" – Hugh Dorsey - Pt. III: "Frankie's Testimony" – Frankie Epps och Mary Phagan - Pt. IV: "Factory Girls / Come Up to My Office" – Iola Stover, Essie, Monteen och Leo Frank - Pt. V: Newt Lee's Testimony"[] – Newt Lee - Pt. VI: "My Child Will Forgive Me" – Mrs. Phagan - "Trial Part VII: That's What He Said" – Jim Conley och ensemble - Pt. VIII: "Leo's Statement: It's Hard to Speak My Heart" – Leo Frank - Pt. IX: "Closing Statements & Verdict" – Hugh Dorsey, Domare Roan och ensemble | Act II - "It Goes On and On" - Britt Craig |

## Roller och rollbesättning
| Roll                 | Beskrivning                                                                                          | Brodwaypremiären       | Sverigepremiären           |
| -------------------- | --- | ---------------------- | -------------------------- |
| Leo Frank            | En jude som basar över National Pencil Company i Atlanta och som anklagas för mordet på Mary Phagan. | Brent Carver           | James Lund                 |
| Lucille Frank        | Leo Franks fru.                                                                                      | Carolee Carmello       | Jenny Norén                |
| Mary Phagan          | En trettonårig arbetare vid National Pencil Company som mördas i fabrikens källare.                  | Christy Carlson Romano | Ellen Mårtensson           |
| Frankie Epps         | Marys alltjämt uppvaktande vän.                                                                      | Kirk McDonald          | Rikard Björk               |
| Britt Craig          | En alkoholiserad journalist.                                                                         | Evan Pappas            | Jonas Schlyter             |
| Guvernör John Slaton | Georgias guvernör.                                                                                   | John Hickok            | Erik Gullbransson          |
| Sally Slaton         | Guvernörens fru.                                                                                     | Anne Torsiglieri       | Cecilie Nerfont Thorgersen |
| Tom Watson           | Redaktör för den högerkristna tidningen The Jeffersonian.                                            | John Leslie Wolfe      | Jan Kyhle                  |
| Jim Conley           | Städare på National Pencil Company och huvudvittne vid rättegången.                                  | Rufus Bonds Jr.        | John Alexander Eriksson    |
| Newt Lee             | Nattvakt på fabriken när Mary Phagan mördades.                                                       | Ray Aranha             | John Alexander Eriksson    |
| Hugh Dorsey          | Åklagaren i rättegången mot Leo Frank                                                                | Herndon Lackey         | Christer Nerfont           |
| Mrs. Phagan          | Mary Phagans mor.                                                                                    | Jessica Molaskey       | Cecilie Nerfont Thorgersen |
| Domare Roan          | Domare i rättegången mot Leo Frank.                                                                  | Don Chastain           | Björn Eduard               |
| Luther Z. Rosser     | Leo Franks advokat.                                                                                  | J.B. Adams             | Erik Gullbransson          |
| Inspektör JN Starnes | Inspektör vid Atlantapolisen.                                                                        | Peter Samuel           | Jan Kyhle                  |
| Konstapel Ivey       | Starns assistent vid Atlantapolisen.                                                                 | Tad Ingram             | Rikard Björk               |
| Iola Stover          | Marys vän och kollega vid fabriken.                                                                  | Brooke Sunny Moriber   | Mikaela Tidermark Nelson   |
| Monteen              | Marys vän och kollega vid fabriken.                                                                  | Abbi Hutcherson        | Karin Mårtenson            |
| Essie                | Marys vän och kollega vid fabriken.                                                                  | Emily Klein            | Jenny Bergqvist            |
| Ung soldat           | En ung federationssoldat som inleder musikalen.                                                      | Jeff Edgerton          | Rikard Björk               |
| Gammal soldat        | En äldre version av den unga soldaten, nu invalidiserad av inbördeskriget.                           | Don Chastain           | Björn Eduard               |

## Mottagande
De flesta kritiker hyllade föreställningen och i synnerhet musiken. Den fick viss kritik för att det vidlyftiga bruket av rasistiskt laddade ord.

## Produktioner
Musikalen hade premiär på Vivian Beaumont Theatre på Broadway den 17 december 1998 och lades ned den 28 februari 1999 efter 39 förhandsvisningar och 84 föreställningar. Den regisserades av Harold Prince och hade Brent Carver i rollen som Leo Frank, Carolee Carmello som Lucielle Frank och Christy Carlson Romano som Mary Phagan.

### U.S. National tour
En amerikansk turné, i regi av Prince, inleddes på Fox Theatre i Atlanta i juni 2000. Jason Robert Brown dirigerade en del av föreställningarna.   I rollerna sågs bland andra David Pittu som Leo, Andrea Burns som Lucille, Keith Byron Kirk som Jim Conley och Kristen Bowden som Mary Phagan.

### Sverigepremiären
Parade kom att uruppföras på Wermland Opera våren 2015. Musikalen regisserades av Markus Virta som också översatt verket.